# Anastasio Greciano
Anastasio Greciano Greciano es un ex ciclista profesional español. Nació en Galapagar (comunidad de Madrid) el 6 de enero de 1951. Fue profesional entre 1976 y 1986.
Su hermano Fortunato también fue ciclista profesional.

## Palmarés
Resultados destacados:  
1974
- 2º en la Vuelta a Navarra

1977
- Vuelta a Navarra

1983
- 1 etapa de la Vuelta a Castilla

Palmarés completo

## Equipos
| 1976 | Super Ser (A) (España)       |
| 1976 | Super Ser (España) De 01-05  |
| 1977 | Eldina (España)              |
| 1977 | Moliner - Vereco (España)    |
| 1978 | Novostil - Helios (España)   |
| 1980 | Reynolds - Benotto (España)  |
| 1981 | Reynolds - Galli (España)    |
| 1982 | Reynolds - Galli (España)    |
| 1983 | Reynolds - Galli (España)    |
| 1984 | Reynolds (España)            |
| 1985 | Gin MG - Orbea (España)      |
| 1986 | Reynolds - Reynolon (España) |